# Сказання про Троянську війну
Сказання про Троянську війну — загальна назва кількох перекладних повістей і романів у давній українській літературі, заснованих на сюжеті знаменитого Троянського епосу.

## Історія
У середньовічній Європі цей епос був відомий не за поемами Гомера і його продовжувачів — грецьких авторів VII—VI ст. до н. е., а за псевдоісторичними[джерело?] романами вигаданих учасників Троянської війни — грека Диктиса і троянця Дареса, що мали поширення в IV ст. н. е. Саме ця, середньовічна інтерпретація подій Троянської війни і стала відома руським читачам у різних версіях.
Найменше поширення одержала, імовірно, п'ята книга «Хроніки Іоанна Малали» (див. Хроніки), цілком присвячена Троянській війні і що наслідувала Диктису.
Наприкінці XV чи на самому початку XVI ст. на Русі був здійснений переклад латинського роману, написаного в 70-х рр. XIII ст. сіцілійцем Гвідо де Колумна (Гвідо делле Колоні). Гвідо наслідував французького поета — Бенуа де Сент-Мора, а той переклав версію Дареса. Роман Гвідо був кілька разів виданий наприкінці XV ст. - у Болоньї і Страсбурзі і, ймовірно, зі Страсбурзького видання 1485 р. був переведений на староукраїнську мову. Великий роман, що одержав на Русі назву «Троянська історія», докладно викладав сюжети епосу: похід аргонавтів за золотим руном, їхній конфлікт із троянським царем Лаомедонтом, перше руйнування Трої і полон Гесіони — сестри Пріама, викрадення сином Пріама Парісом дружини спартанського царя Менелая — Єлени, слідом похід грецьких царів, очолюваних мікенським царем Агамемноном, сама десятилітня Троянська війна, що завершилася загибеллю основних її учасників і руйнуванням Трої, і нарешті — розповідь про мандрівки Одіссея (Улліса) і смерть Агамемнона від руки коханця своєї дружини.
У романі Гвідо, зокрема, присутній сюжет, невідомий «Іліаді», але, який відбився в комедії Шекспіра «Троїл і Крессіда»: розповідь про те, як кохана троянського царевича Троїла, опинившись у грецькому стані, легковажно зрадила йому з Діомедом. Невідомий «Іліаді» і сюжет про те, як Ахіллес закохується в юну дочку Пріама Поліксену і був убитий Парісом саме в той момент, коли зустрівшись з Пріамом, просив віддати Поліксену йому в дружини.
Переклад роману Гвідо познайомив українських читачів не тільки з відомим епічним циклом у його середньовічній західноєвропейській переробці, а й з незвичайними для східнослов'янської літератури того часу сюжетними колізіями: у романі описуються (без звичайного в таких випадках осуду християнськими моралістами) любовні почуття Медеї і Ясона, Паріса й Єлени, Троїла і Брисеїди (у Шекспіра вона має ім'я Крессіда) і, нарешті, Ахіллеса і Поліксени. Зрозуміло, у трьох випадках Гвідо знаходить привід для осуду: Ясон підступно кинув довірливу Медею, Паріс викрав чужу дружину з її ж згоди, а Брисеїда легко проміняла коханого на грецького героя, але сама любов як плотське почуття в лицарському романі Гвідо зображена, безумовно, без традиційного для середньовічної християнської літератури осуду.
Списків повного перекладу «Троянської історії» зберігся небагато (однак цей текст увійшов до складу величезної офіційної історичної компіляції, зробленій у Московській державі XVI ст. — лицьового зведення), але більше поширення дістала московська скорочена обробка, що носила в списках різні назви (наприклад: «Книга, глаголемая Троя, о Пелее царе Тесалийском, како посла добыти золотое руно брата своего Язона»). Хоча текст «Троянської історії» скорочений тут учетверо, але збереглися всі основні сюжетні мотиви. На основі однієї зі скорочених переробок «Історії» була створена особлива редакція, видана в числі перших книг гражданського друку при Петрі Першому «Историа, в ней же пишет о разорении града Трои Фригийскаго царства…», у 1709 р. Потім вона була перевидана в 1712, 1717, 1745, 1760, 1765, 1775, 1785, 1791 і 1817 р., що свідчить про велику її популярність протягом усього XVIII ст. Однак саме в цій версії майже зовсім усунуті всі любовні колізії, що досить дивно для періоду розквіту галантних повістей: мабуть, скорочення були зроблені вже в рукописному оригіналі видання.
Не менше поширення мали повести про Троянську війну, що ввійшли до складу різних редакцій Руського Хронографа. У Хронографі редакції 1512 р. читалася «Повесть о создании и попленении Тройском». Повість була складена московським книгарем на основі оповідання про Троянську війну в основному тексті «Хроніки Костянтина Манассії» і південнослов'янського перекладу так званої «Притчи о кралех», що також розповідає про Троянську війну. У «Повести о создании и попленении…» докладно розповідається про споруждення Трої, про суд Паріса, причому грецькі богині — Паллада, Юнона і Венера — представлені тут як чарівниці і дияволки. У повісті є деякі сюжетні мотиви, відсутні в Гвідо, і тому обидва твори немов доповнюють один одного, подаючи читачам широку панораму передісторії Троянської війни.
Ще один сюжет того ж епічного циклу відбився в «Повести о златом руне волшебного овна», що є переробкою відповідного розділу з польської середньовічної Хроніки Мартіна Вольського. «Повість про золоте руно» увійшла до складу Руського Хронографа редакції 1617 р. Тут розповідається про походження золотого руна (того самого, за яким відправляться аргонавти, про що повіствується на початку роману Гвідо де Колумна): гнані злою мачухою (тут вона іменується Єленою), Фрікс і Гелла перепливають море на золоторунному барані, якого і заколюють потім як вдячну жертву богові Марсу. Згадуються в «Повісті» і події Троянської війни.
Таким чином, принаймні з кінця XV ст. (якщо припускатися, що оповідання про війну в «Хроніці Малали» був маловідомий) східнослов'янські читачі змогли познайомитися зі світовим епічним сюжетом, що мав широке поширення у всіх європейських літературах, як середньовічних, так і нового часу.

## Видання
- Троянские сказания Средневековые рыцарские романы о Троянской войне по русским рукописям XVI—XVII ст. / Подг. текста и статьи О. В. Творогова, Комм М. Н. Ботвинника, * О. В. Творогова. — Л , 1972, Из «Троянской истории» / Подг. текста, перевод и комм. О. В. Творогова // ПЛДР. — Конец XV— первая половина XVI века — М, 1984.—С. 222—267, 689—693; Из «Хроники Константина Манассии» / Подг. текста
- М. А. Салминой, Перевод и комм. О. В. Творогова // Там же.—С. 275—287, 693—700. Памятники Византийской литературы IV—IX веков.— М., 1968.—С. 182—195;
- Хрестоматія давньої української літератури / Упор. О. Білецького. - К., 1967.